# Gregarina cionae
Gregarina cionae is een soort in de taxonomische indeling van de Myzozoa, een stam van microscopische parasitaire dieren. Het organisme komt uit het geslacht Gregarina en behoort tot de familie Gregarinidae. Gregarina cionae werd in 1872 ontdekt door Lankester.